# باندورائية فيرفاكتية
باندورائية فيرفاكتية (الاسم العلمي: Pandoraea vervacti) هي نوع من البكتيريا، سلبية الغرام، تتبع جنس الباندورائيات.